# Пруга Београд—Шид
Магистрална пруга 101 Београд—Шид—д.г. је железничка пруга у Србији која опслужује Срем и повезује Београд са Винковцима и Хрватском.